# 孟繁龙
孟繁龙（1989年2月5日—），出生于内蒙古赤峰市，中国拳击运动员。

## 业余拳击
孟繁龙于14岁进入赤峰体育中学，并开始练习拳击。2007年，入选中国国家队。此后，他曾多次成为全国拳击锦标赛81公斤(178磅)级冠军，并夺得过2010年亚运会81公斤级季军、2011年亚洲拳击锦标赛81公斤级亚军、2011年世界拳击锦标赛81公斤级第五名、2013年中华人民共和国第十二届全国运动会81公斤级冠军等。

## 职业拳击
2014年，孟繁龙与王朝拳击签约，正式步入职业拳坛。2017年1月，他战胜了俄罗斯拳手格萨诺夫，夺得世界拳击组织（WBO）东方轻重量级金腰带。